# Val-de-Cognac
Val-de-Cognac is een fusiegemeente (commune nouvelle) in het Franse departement Charente (regio Nouvelle-Aquitaine). De plaats maakt deel uit van het arrondissement Cognac. Val-de-Cognac is op 1 januari 2024 ontstaan door de fusie van de gemeenten Cherves-Richemont en Saint-Sulpice-de-Cognac.  